# フェイエノールト・スタディオン
スタディオン・フェイエノールト（Stadion 'Feyenoord）は、オランダのロッテルダム南地区(IJsselmonde)にあるサッカースタジアム。スタジアムの外見から愛称のDe Kuip（デ・カイプ。オランダ語で、「桶」）の名前で知られている、プロ･フットボールクラブ フェイエノールトがホームゲームを行う歴史と伝統あるスタディオンである。
他の主な大会としては2000年のEURO 2000の決勝戦の会場、2002年のUEFAカップの決勝戦（フェイエノールトが決勝まで勝ち残った）の会場として使用されている。

## 歴史

### 計画と建設
1930年代にスタディオンの建設を発案し、推し進めたのは当時フェイエノールトの会長だった レーン・ファン・ザントフリート(Leen van Zandvliet. この名前は隣接する広場にも名付けられている)。ある日夢から覚め「思いついた！思いついた！」と叫ぶと、大急ぎでそのアイディアをメモ帳に書き記した。構造物で観客の視界が妨げられることが無い、"垂れ下がる"('loshangende')第2リングを持つスタディオンの構造は彼の夢を現実にしたものである。数ヶ月後に建築士 ファン･デル･フルフトが話し合いに招かれ、2層構造が決定した。
1934年にファン・ザントフリートは他の様々なスタディオンを訪問するために国外を何度も旅行。実際に同じ2層構造のアイディアで1932年に完成したArsenal FCのHighburyに大きな印象を受け、またアメリカではBoston Red Soxのスタディオンを訪問し、観客がどこからでも良い視野で試合を見られる重層構造にインスピレーションを得ている。
建設工事は1935年9月16日 プック･ファン･ヘールによって最初のポールが打ち込まれて開始。構造物自体は1936年に完成したが、スタディオン内外に必要な基盤設備がまだできあがっていなかったために数ヶ月間使用できない状況が続き、1937年3月にようやくオープンを迎えた。ファン･デル･フルフトは1936年にすでに亡くなっていたために、完成の場に立ち会えなかった。
多くの立ち見席を持っていたスタディオン・フェイエノールトの座席数は65.000席。1949年のSVV－sc ヘーレンフェーンのカンピューン決定戦は69.300人の観客数記録を残している。数回の改築と立ち見席に廃止を経て座席数は現在51.117席に減少。さらに安全面の理由により、現在は観客数 47.500人でチケット完売となっている。
スタディオンの公式のオープンは1937年7月23日だが、その前の3月の時点で激しい雨の中で初試合が行われている。フェイエノールトがベールスホットを迎えた好ゲームではレーン・フェンテがデ･カイプでの初得点を記録し、37.825人の観客の前でロッテルダマースが5-2で勝利した。デ･カイプでの2つ目の試合はオランダ対ベルギーの代表戦。注目すべき事として、1-0で終わったこの試合でも再びレーン・フェンテがゴールを決め、オランダ代表のこのスタディオンでの初得点を記録した。その後オランダ代表はスタディオン・フェイエノールトで100試合以上を行っており、100試合目は元代表 フランク・デ・ブールのちょうど代表100試合目でもあった。
1957年に53mの照明灯が設置。11月27日に初めてのナイトゲームが開催され、フェイエノールトがイングランドのセミプロ Bolton Wanderersと対戦して0-3で敗れたが、今も夜のデ･カイプの独特の雰囲気は特に欧州戦で強豪クラブ相手にいくつものサプライズを起こしてきた歴史と共にファンに愛されており、デ･カイプの四方に立つ4つの照明灯は「ゴリアテのような4人の巨人。街の守護者であり、レヒューン全体のシンボル」とリー・タワースの歌うMijn Feyenoordで描写されている。。
スタディオン・フェイエノールトは純粋なフットボール･スタディオンであるが、空いた日程ではオートバイレース、ボクシング、陸上、体操など他のスポーツにも使われ、1939年にはオランダの体操選手権が開催された。

### 危機
スタディオン・フェイエノールトを打ち壊す計画は過去に3回立てられている。
- 第2次世界大戦において鉄鋼の需要が高まり、デ･カイプの構造組織を破壊して鉄鋼を得ようという計画が立てられたが、実行には移されなかった。当時どのくらいの鉄鋼が得られるかを検査しにきたドイツ人に対し、スタディオンのディレクターが実際の1/3の量しか得られないと語ったため、とロッテルダム南地区では伝えられている。

- 1984年にロッテルダムとアムステルダム両市が1992年のオリンピックをオランダに招致しようとし、新オリンピッシュ・スタディオンの建設地として予定されたのがまさにスタディオン・フェイエノールトの場所だったが、この計画も実行されることは無かった。

- 1990年代にコンクリートの腐敗と浸食が発見され、スタディオン・フェイエノールトはもう要求されるクオリティを満たせないのではないかと危ぶまれたが、スリップ材によって改築が行われた。

### 改築
純粋なフットボール･スタディオンとしてだけでなく、多目的な機能を備えたスタディオンはロッテルダム、そしてオランダ全体の希望であり、1993年にプランが立てられると1994年に実現。フェイエノールト・スタディオンの家屋建築企業だったバケマ建築とファン･デル･フルフト建築のリーダー ファン･デン･ブルークによってスタディオンの改築が行われた。改築工事中も試合は行われ、ベーカー戦決勝やPink Floydのコンサートも開催された。改築工事は8ヶ月間続いたが、その間にはアメリカ合衆国でのワールドカップによる大きな休み期間を挟んでいた。改築費用は1億2000万グルデン。
改築の目的はスタディオンの多機能化であり、使用効率性を高めることだった。改築後の正式オープンは1994年11月16日。ヴィレム・アレクサンダー王子出席のもと、オランダ－チェコの代表戦が行われた。この改築により2フロアと7つの大きなホールを備えたマースヘバウ(Maasgebouw)が導入され、大きなレセプション(受付)、ビアホール、博物館、事務所などが収納された。マースヘバウとスタディオンの第1リングはエスカレーターで結ばれている。
その後すぐに全く新しいニュー･カイプ建設のプランも立ち上がったが、スタディオン・フェイエノールトはロッテルダム市によって構造物自体がモニュメントの認定を受けており、市議会の許可を受けなければスタディオンの取り壊しができないことになっている。
スタディオン・フェイエノールトは古き良きフットボール・テンペルとしての雰囲気が愛されており、モダンフットボールで一般的になった大型のスクリーンは常時設置されていないが、2014年に1月に南側の第１リングと第2リングの間に掛かっている横長のスコアボードがLEDスクリーン化され、ビデオ表示が可能になったことで選手紹介やサポーターへのメッセージ、一時テストされていたゴールライン・テクノロジーのCG表示など、様々な使用がされている。

## 開催された主な大会・試合
- UEFA EURO 2000

| 日付          | ホームチーム | 結果       | アウェーチーム | ラウンド  |
| ------------- | ------------ | ---------- | -------------- | --------- |
| 2000年6月13日 | スペイン     | 0-1        | ノルウェー     | グループC |
| 2000年6月16日 | デンマーク   | 0-3        | オランダ       | グループD |
| 2000年6月20日 | ポルトガル   | 3-0        | ドイツ         | グループA |
| 2000年6月25日 | オランダ     | 6-1        | ユーゴスラビア | 準々決勝  |
| 2000年7月2日  | フランス     | 2-1 (延長) | イタリア       | 決勝      |

- UEFAネーションズリーグ2022-23

| 日付          | ホームチーム | 結果         | アウェーチーム | ラウンド |
| ------------- | ------------ | ------------ | -------------- | -------- |
| 2023年6月14日 | オランダ     | 2-4          | クロアチア     | 準決勝   |
| 2023年6月18日 | クロアチア   | 0-0 (4-5 p.) | スペイン       | 決勝     |